# Mahabharata
O Mahabharata, conhecido também como Maabárata, Mahabarata e Maha-Bharata (devanágari: महाभारत, transl. Mahābhārata), é um dos dois principais textos Smriti e épicos sânscritos da Índia antiga reverenciados no hinduísmo, sendo o outro o Rāmāyaṇa. Ele narra os eventos e as consequências da Guerra de Kurukshetra, uma guerra de sucessão entre dois grupos de primos principescos, os Kauravas e os Pāṇḍavas.
Ele também contém material filosófico e devocional, como uma discussão sobre os quatro "objetivos da vida" ou puruṣārtha (12.161). Entre as principais obras e histórias do Mahābhārata estão o Bhagavad Gita, a história de Damayanti, a história de Shakuntala, a história de Pururava e Urvashi, a história de Savitri e Satyavan, a história de Kacha e Devayani, a história de Rishyasringa e uma versão abreviada do Rāmāyaṇa, frequentemente consideradas obras por direito próprio.
Tradicionalmente, a autoria do Mahābhārata é atribuída a Vyāsa. Houve muitas tentativas de desvendar seu crescimento histórico e camadas composicionais. A maior parte do Mahābhārata foi provavelmente compilada entre o século III a.C. e o século III d.C., com as partes mais antigas preservadas não muito mais antigas do que cerca de 400 a.C. O texto provavelmente atingiu sua forma final no início do período Gupta (c. século IV d.C.). O Mahābhārata é também traduzido como "Grande Bharat (Índia)", ou "a história dos grandes descendentes de Bharata", ou como "O Grande Conto Indiano".
O Mahābhārata é o poema épico mais longo conhecido e foi descrito como "o poema mais longo já escrito". Sua versão mais longa consiste em mais de 100.000 śloka ou mais de 200.000 linhas de versos individuais (cada shloka é um dístico) e longas passagens em prosa. Com cerca de 1,8 milhão de palavras no total, o Mahābhārata tem aproximadamente dez vezes o comprimento da Ilíada e da Odisseia combinadas, ou cerca de quatro vezes o comprimento do Rāmāyaṇa. Dentro da tradição indiana, às vezes é chamado de quinto Veda.

## História e estrutura textual
O épico é tradicionalmente atribuído ao sábio Vyasa, que também é uma figura importante no épico. Vyasa o descreveu como sendo um itihasa (tradução da história). Ele também descreve a tradição Guru-shishya, que rastreia todos os grandes professores e seus alunos dos tempos védicos.
A primeira seção do Mahābhārata afirma que foi Ganesha quem escreveu o texto para o ditado de Vyasa, mas isso é considerado pelos estudiosos como uma interpolação posterior ao épico e a "Edição Crítica" não inclui Ganesha.
O épico emprega a história dentro de uma estrutura de história, também conhecida como narrativa moldura, popular em muitas obras religiosas e não religiosas indianas. É recitado pela primeira vez em Takshashila pelo sábio Vaisampayana, um discípulo de Vyasa, ao rei Janamejaya que era bisneto do príncipe Pandava Arjuna. A história é então recitada novamente por um contador de histórias profissional chamado Ugrashrava Sauti, muitos anos depois, para uma assembleia de sábios realizando o sacrifício de 12 anos para o rei Saunaka Kulapati na Floresta Naimisha.
O texto foi descrito por alguns indologistas do início do século XX como desestruturado e caótico. Hermann Oldenberg supôs que o poema original deve ter carregado uma imensa "força trágica", mas descartou o texto completo como um "caos horrível". Moritz Winternitz (Geschichte der indischen Literatur 1909) considerou que "apenas teólogos pouco poéticos e escribas desajeitados" poderiam ter agrupado as partes de origem díspare em um todo desordenado.

### Acréscimo e redação

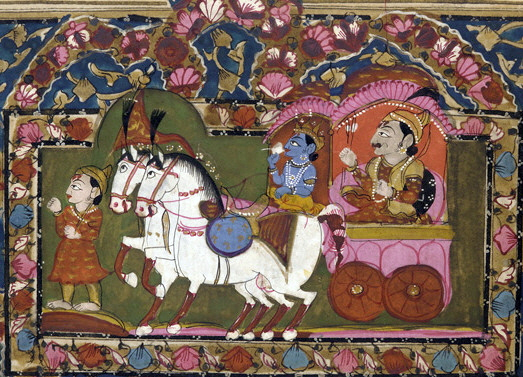
Krishna e Arjuna em Kurukshetra, pintura dos séculos XVIII e XIX

A pesquisa sobre o Mahābhārata fez um esforço enorme para reconhecer e datar camadas dentro do texto. Alguns elementos do atual Mahabharata podem ser rastreados até os tempos védicos. O pano de fundo do Mahābhārata sugere que a origem do épico ocorre "após o período védico muito antigo" e antes que "o primeiro 'império' indiano surgisse no terceiro século a.C." Que esta seja "uma data não muito distante do século VIII ou IX a.C." é provável. O Mahabharata começou como um conto transmitido oralmente pelos bardos cocheiros ( termo bardo é específico da cultura celta, ou seja Inglaterra / Escócia / Irlanda, e não se deve pensar que havia bardos, na acepção original da palavra, no sub-continente indiano).   É geralmente aceito que "ao contrário dos Vedas, que devem ser preservados perfeitamente, o épico foi uma obra popular cujos recitadores inevitavelmente se conformariam às mudanças na linguagem e no estilo", então os primeiros componentes 'sobreviventes' deste texto dinâmico são considerados não mais antigos do que as primeiras referências 'externas' que temos ao épico, que incluem uma referência na gramática Ashtadhyayi 4:2:56 do século IV a.C. de Panini. Vishnu Sukthankar, editor da primeira grande edição crítica do Mahābhārata, comentou: "É inútil pensar em reconstruir um texto fluido em uma forma original, com base em um arquétipo e um stemma codicum. O que então é possível? Nosso objetivo só pode ser reconstruir a forma mais antiga do texto que é possível alcançar com base no material manuscrito disponível." Essa evidência manuscrita é um tanto tardia, dada sua composição material e o clima da Índia, mas é muito extensa.

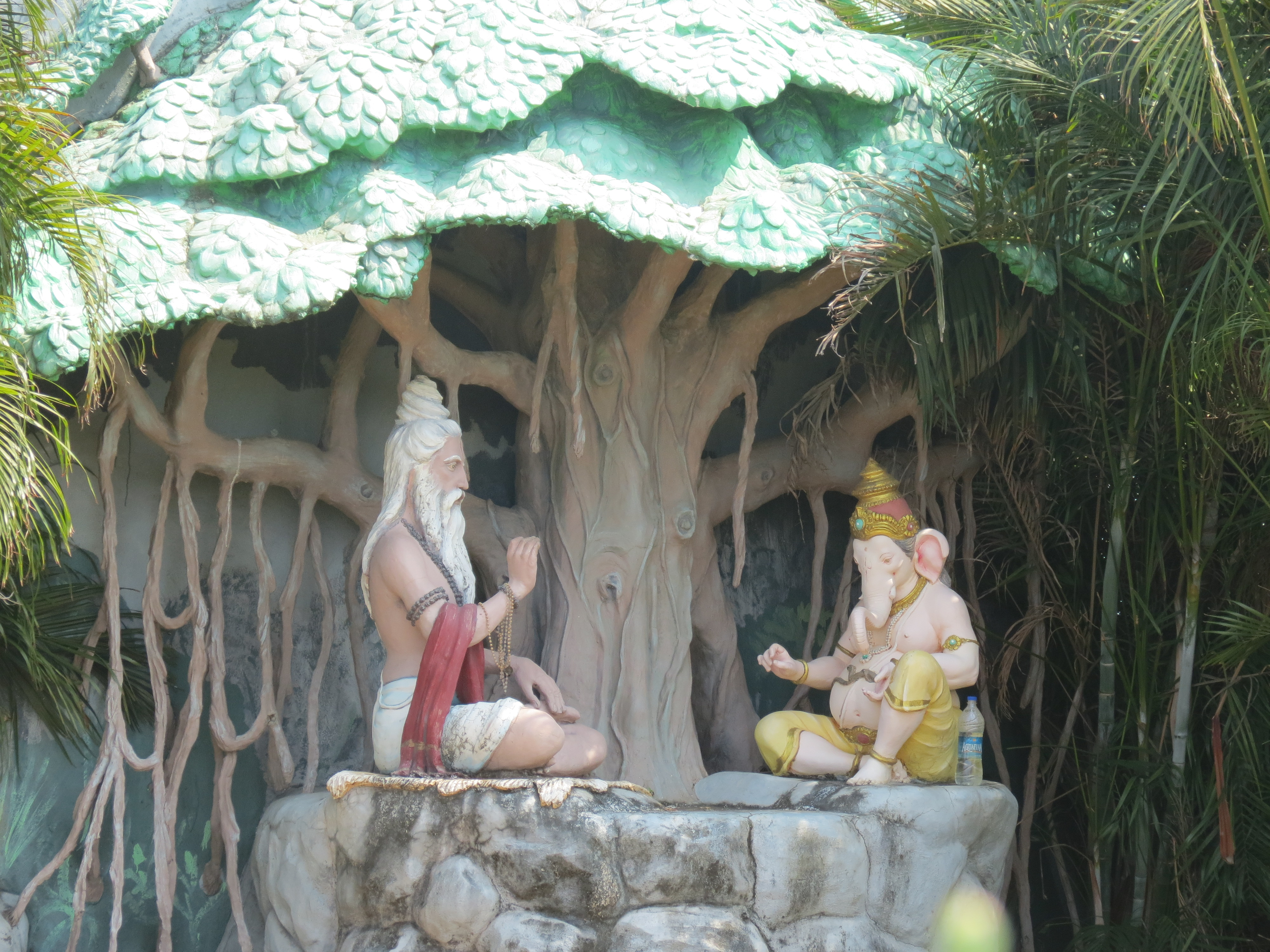
Representação moderna de Vyasa narrando o Mahābhārata para Ganesha no templo Murudeshwara, Karnataka.

O próprio Mahābhārata (1.1.61) distingue uma porção central de 24.000 versos: o Bhārata propriamente dito, em oposição ao material secundário adicional, enquanto o Ashvalayana Grihyasutra (3.4.4) faz uma distinção semelhante. Pelo menos três redações do texto são comumente reconhecidas: Jaya (Vitória) com 8.800 versos atribuídos a Vyasa, o Bharata com 24.000 versos recitados por Vaisampayana e, finalmente, o Mahābhārata recitado por Ugrashrava Sauti com mais de 100.000 versos. No entanto, alguns estudiosos, como John Brockington, argumentam que Jaya e Bharata se referem ao mesmo texto e atribuem a teoria de Jaya com 8.800 versos a uma leitura incorreta de um verso no Adi Parva (1.1.81). A redação deste grande corpo de texto foi realizada seguindo princípios formais, enfatizando os números 18 e 12. A adição das últimas partes pode ser datada pela ausência do Anushasana Parva e do Virata Parva do "manuscrito Spitzer". O texto sânscrito mais antigo que sobreviveu data do Período Kushan (200 EC).
De acordo com o que uma figura diz em Mbh. 1.1.50, havia três versões do épico, começando com Manu (1.1.27), Astika (1.3, sub-Parva 5) ou Vasu (1.57), respectivamente. Essas versões corresponderiam à adição de uma e depois outra configuração de 'quadro' de diálogos. A versão Vasu omitiria as configurações de quadro e começaria com o relato do nascimento de Vyasa. A versão astika adicionaria o material sarpasattra e ashvamedha da literatura bramânica, introduziria o nome Mahābhārata e identificaria Vyasa como o autor da obra. Os redatores dessas adições eram provavelmente estudiosos do Pancharatrin que, de acordo com Oberlies (1998), provavelmente mantiveram o controle sobre o texto até sua redação final. A menção do Huna no Bhishma Parva, no entanto, parece implicar que este Parva pode ter sido editado por volta do século IV.

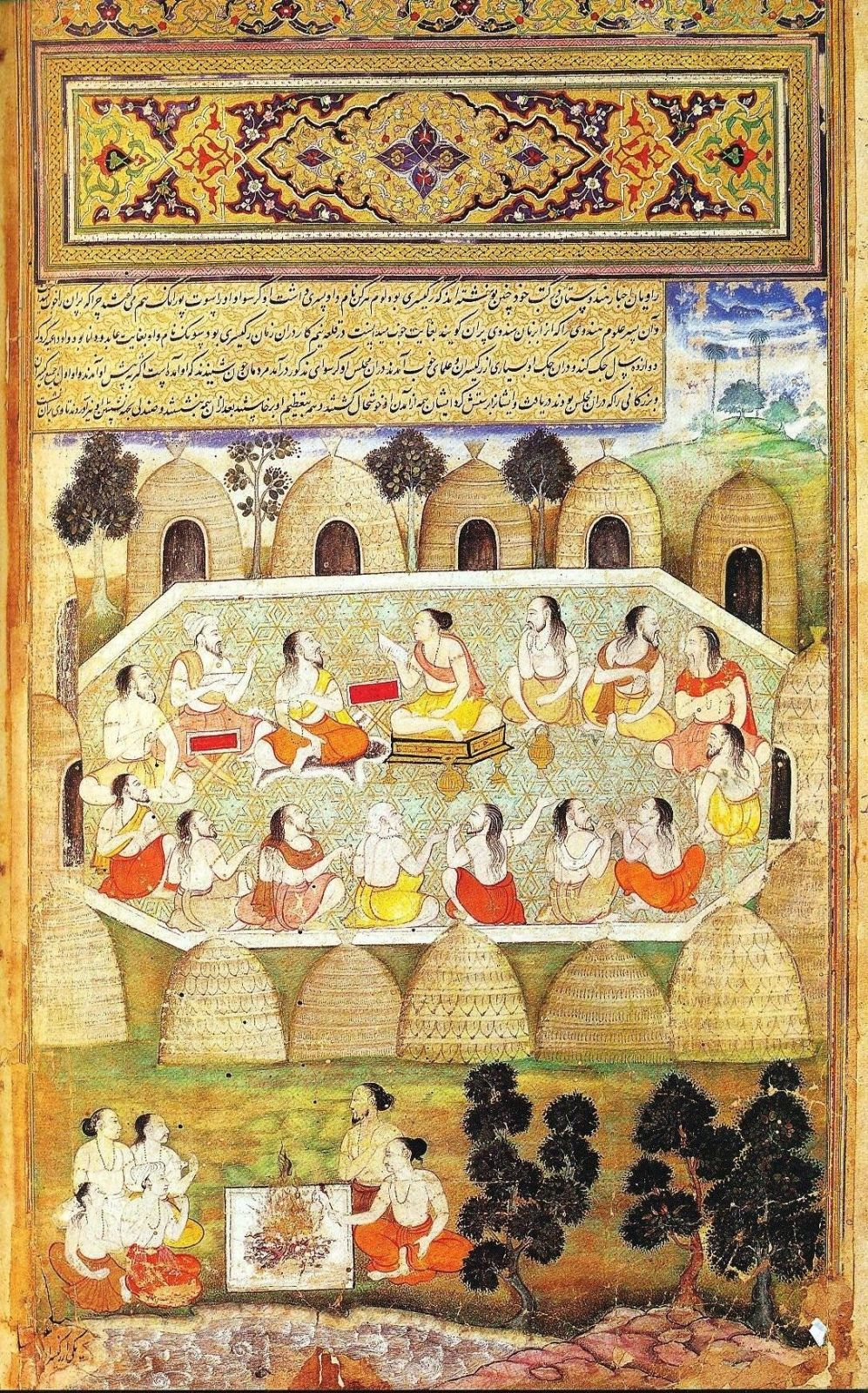
Sauti recita os slokas do Mahabharata

O Adi Parva inclui o sacrifício de cobra (sarpasattra) de Janamejaya, explicando sua motivação, detalhando por que todas as cobras existentes deveriam ser destruídas e por que, apesar disso, ainda existem cobras. Este material sarpasattra foi frequentemente considerado um conto independente adicionado a uma versão do Mahābhārata por "atração temática" (Minkowski 1991), e considerado como tendo uma conexão particularmente próxima com a literatura védica (Brahmana). O Panchavimsha Brahmana (em 25.15.3) enumera os sacerdotes oficiantes de um sarpasattra entre os quais ocorrem os nomes Dhritarashtra e Janamejaya, duas figuras principais do sarpasattra do Mahābhārata, bem como Takshaka, uma cobra no Mahābhārata.
O Suparnakhyana, um poema do período védico tardio considerado um dos "primeiros vestígios da poesia épica na Índia", é um precursor mais antigo e mais curto da lenda expandida de Garuda que está incluída no Astika Parva, dentro do Adi Parva do Mahābhārata.

## Contexto histórico

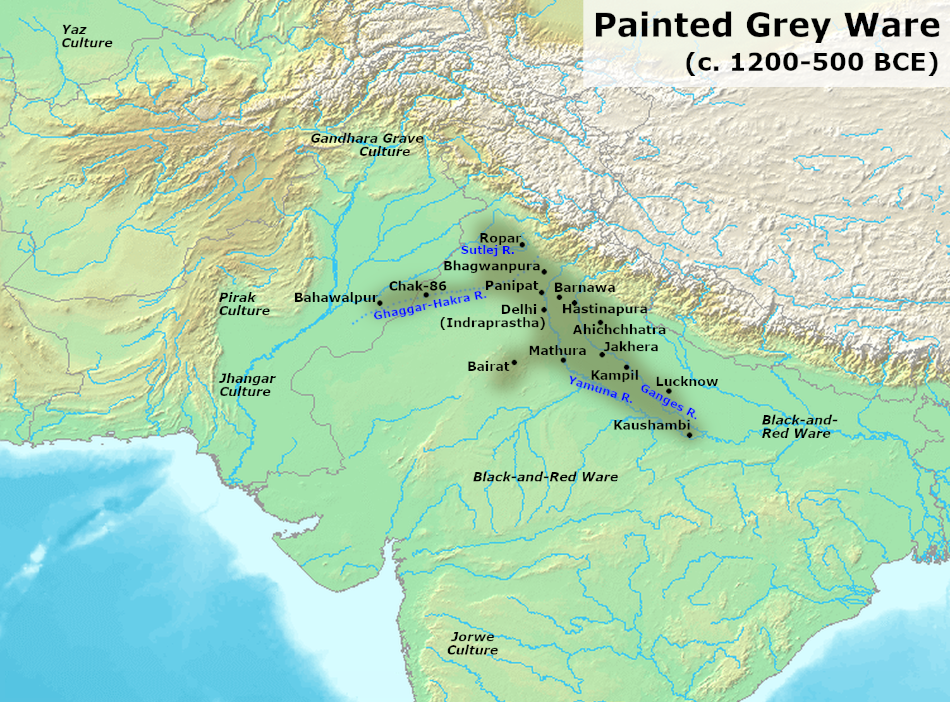
Mapa de alguns sítios de cerâmica cinza pintada (PGW)

## Sinopse

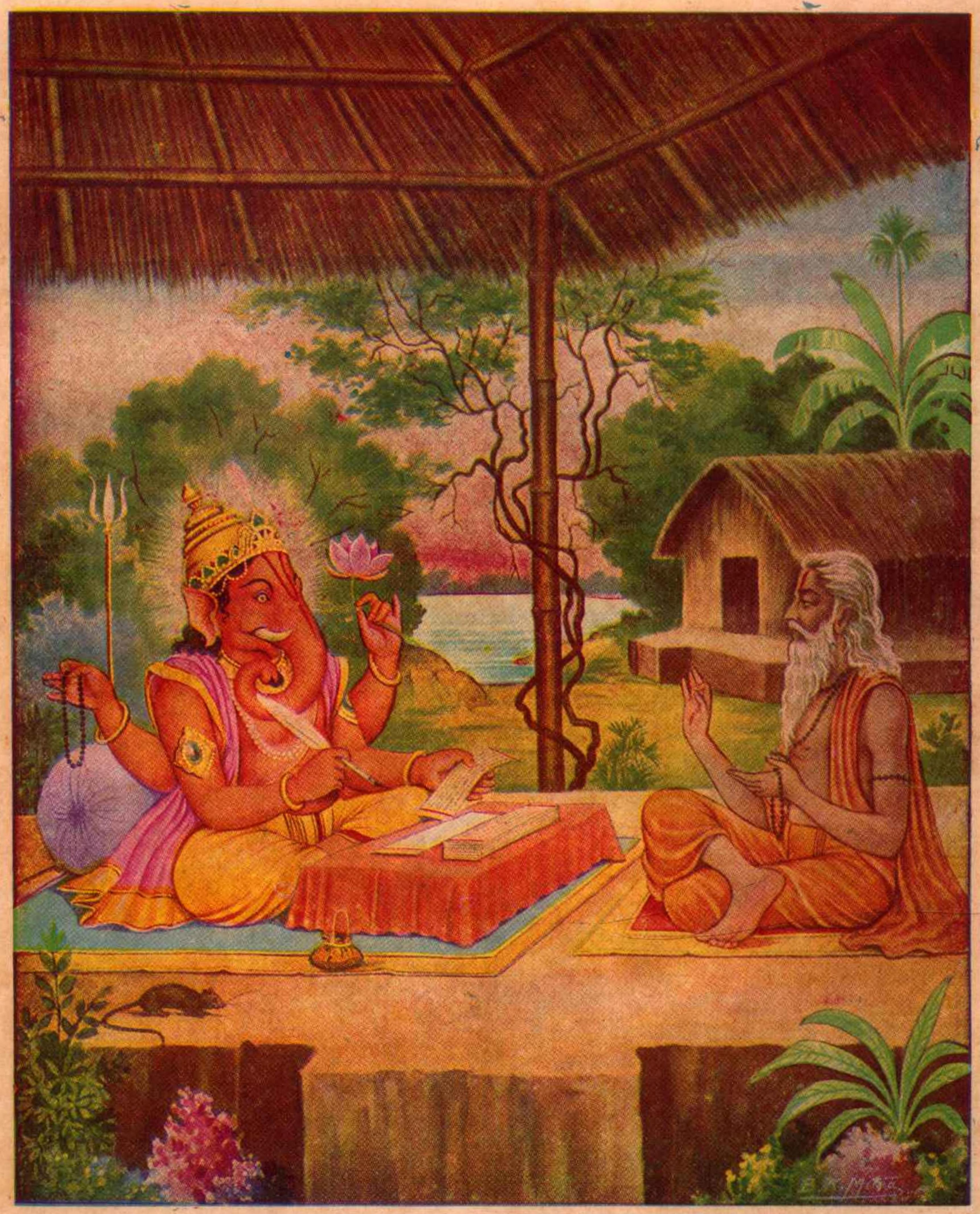
Ganesha escreve o Mahabharata sob ditado de Vyasa

### As gerações mais velhas

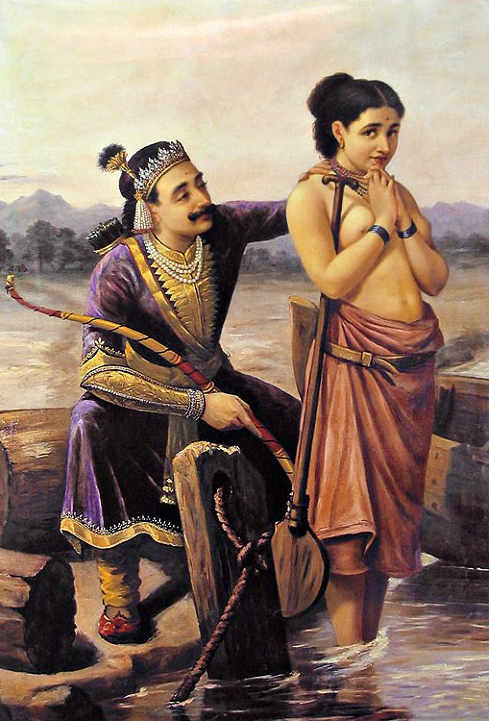
Shantanu se apaixona por Satyavati, a pescadora. Pintura de Raja Ravi Varma

### Os príncipes Pandava e Kaurava

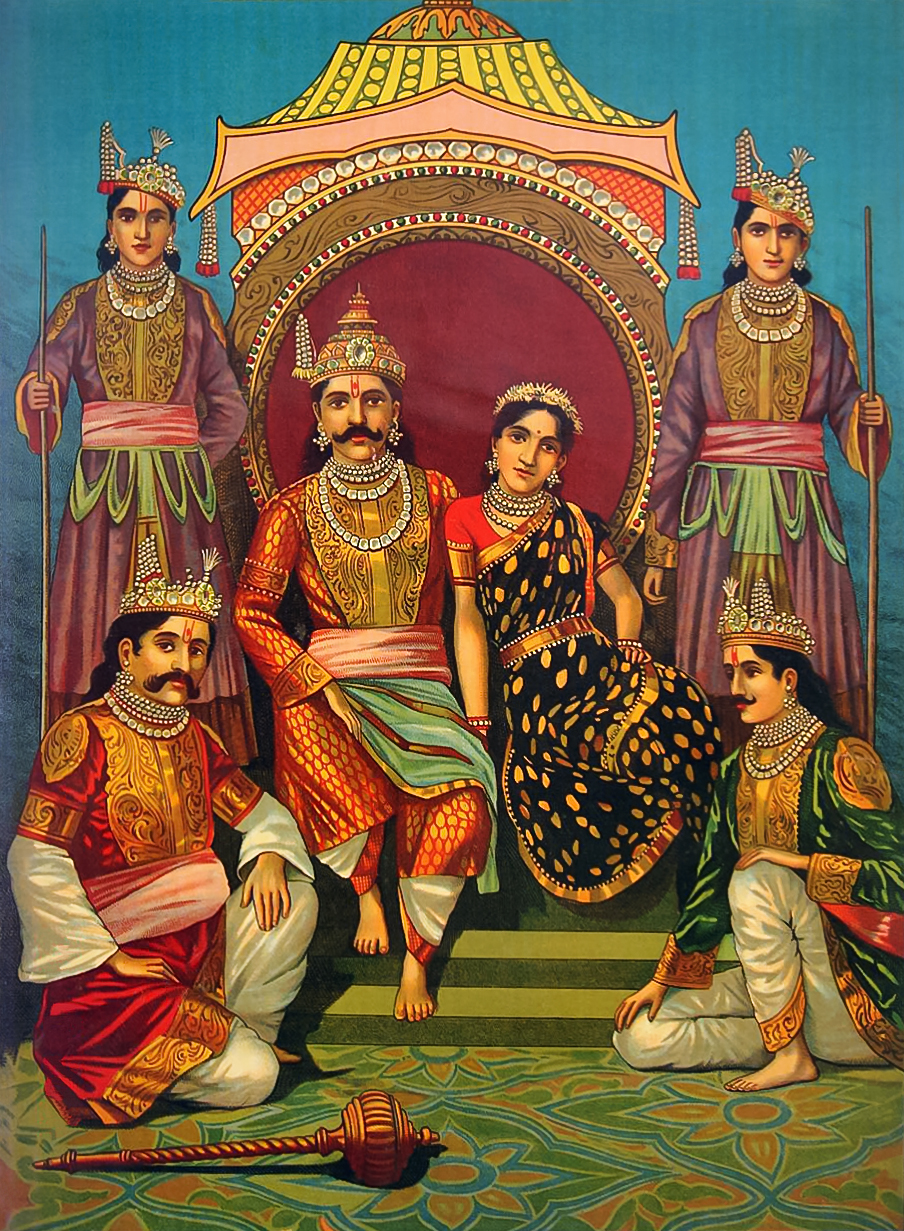
Draupadi com seus cinco maridos – os Pandavas. A figura central é Yudhishthira; os dois na parte inferior são Bhima e Arjuna. Nakula e Sahadeva, os gêmeos, estão de pé. Pintura de Raja Ravi Varma, c. 1900

### Lakshagraha (a casa de lac)

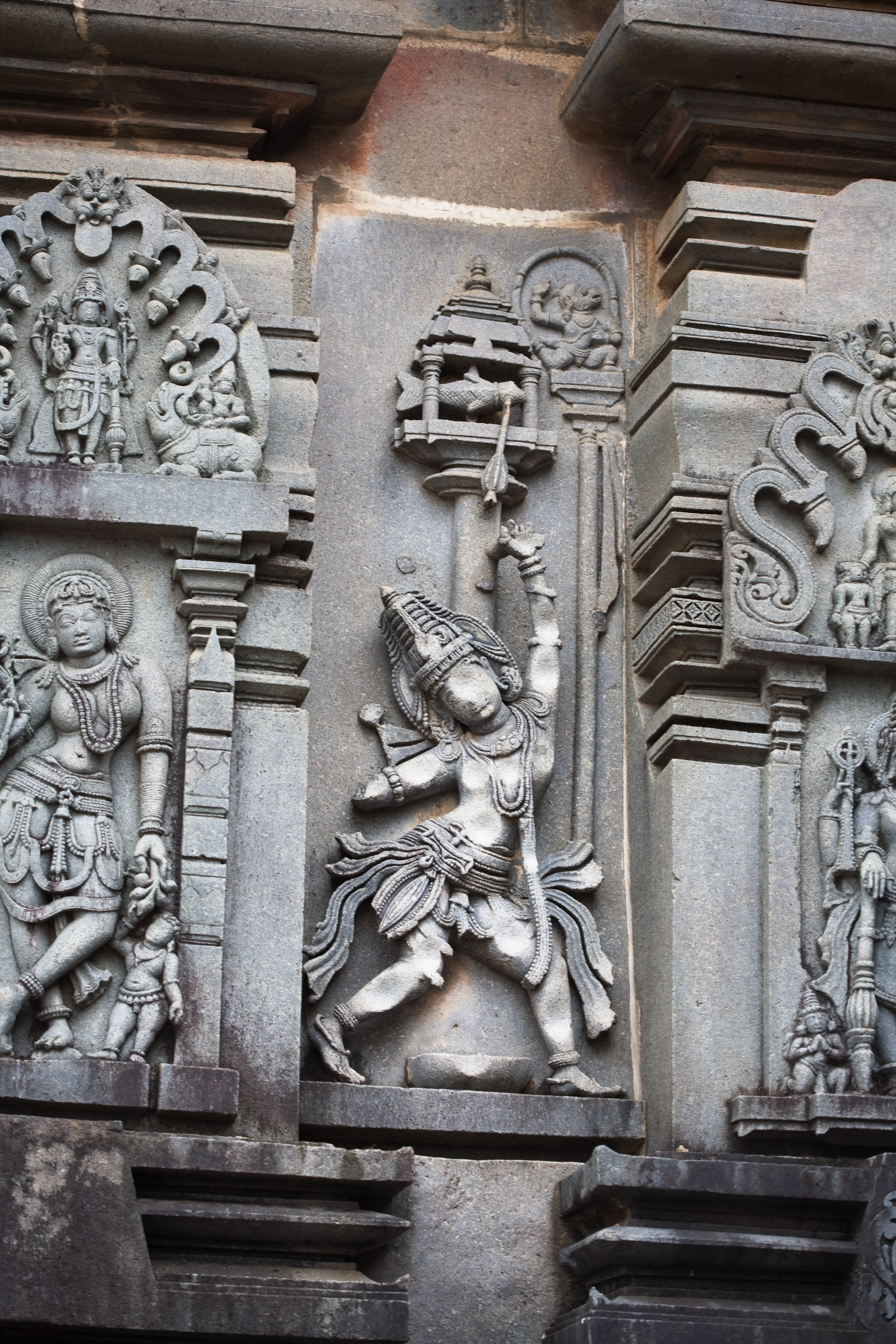
Arjuna perfurando o olho do peixe, conforme retratado no Templo de Chennakeshava, Belur, construído pelo Império Hoysala

### Indraprastha

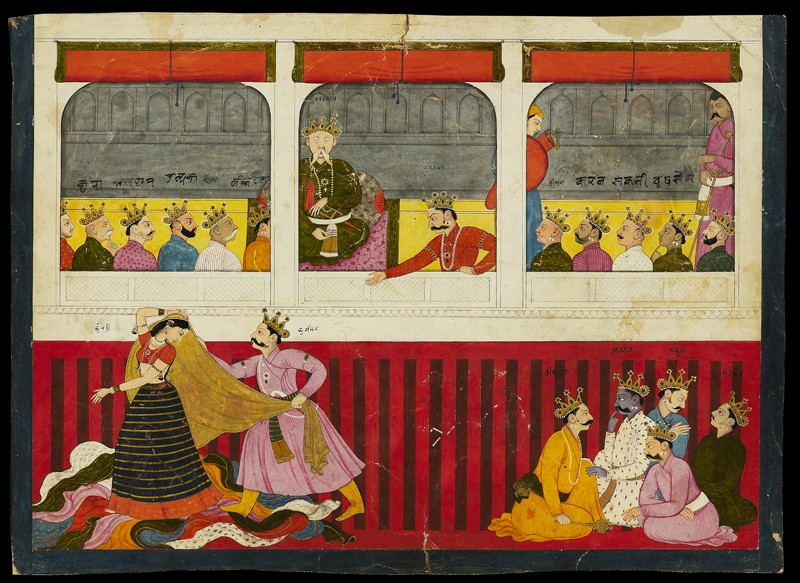
Draupadi humilhada

### O jogo de dados

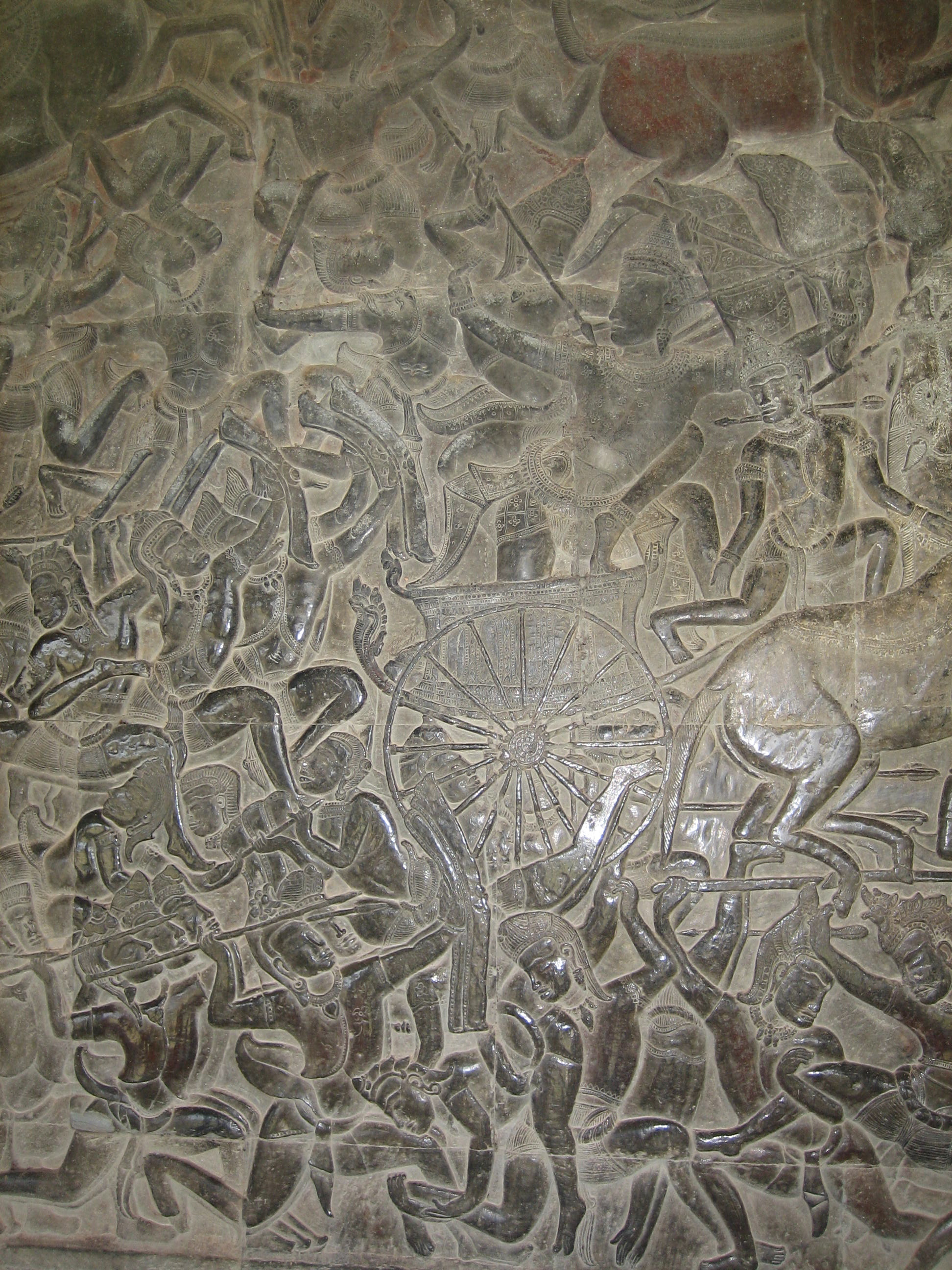
Uma cena da guerra do Mahabharata, Angkor Wat: Um relevo em pedra preta representando vários homens usando uma coroa e um dhoti, luta com lanças, espadas e arcos. Uma carruagem com metade do cavalo fora do quadro é vista no meio.

### A batalha em Kurukshetra

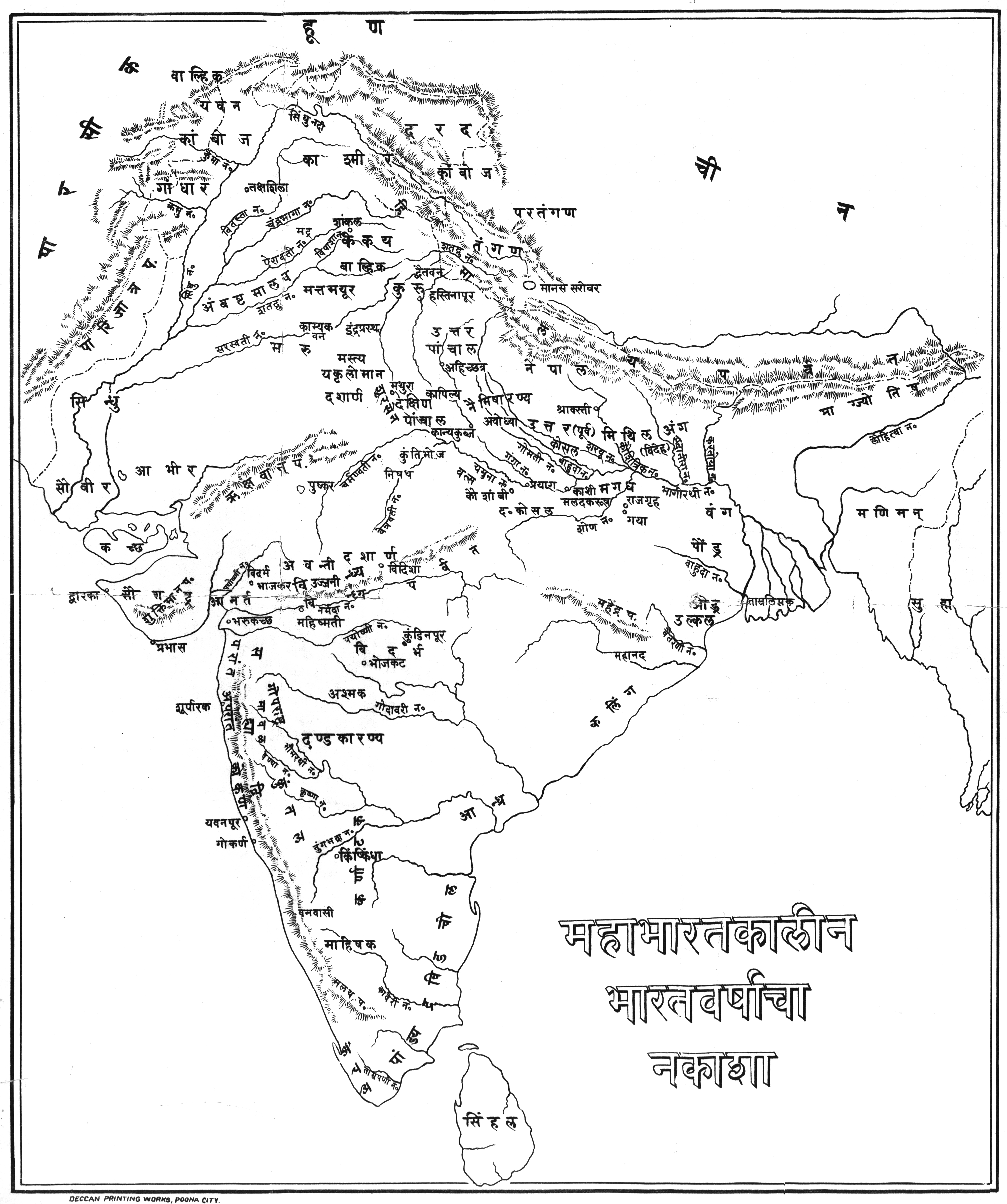
Um mapa da Índia representando várias regiões durante o período Mahabharata

### O fim dos Pandavas

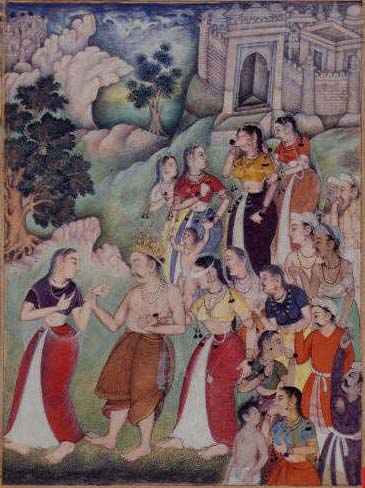
Gandhari, vendado, apoiando Dhrtarashtra e seguindo Kunti quando Dhritarashtra ficou velho e enfermo e se retirou para a floresta. Uma pintura em miniatura de um manuscrito do século XVI de parte do Razmnama, uma tradução persa do Mahabharata